# Lijst van burgemeesters van Gramsbergen
Dit is een lijst van burgemeesters van de voormalige Nederlandse gemeente Gramsbergen totdat die gemeente samen met Avereest op 1 januari 2001 opging in de gemeente Hardenberg.

## burgemeesters van de stad Gramsbergen
| Ambtsperiode | Naam burgemeester      | Partij of stroming | Bijzonderheden |
| ------------ | ---------------------- | ------------------ | -------------- |
| 1667         | Egbert Lodewijx        |                    |                |
| 1770         | Jan Bos                |                    |                |
| 1770         | Jan Arens Heyno        |                    |                |
| 1770         | Hendrik van Ringen     |                    |                |
| 1770         | Engbert Benen          |                    |                |
| 1780 ~ 1793  | Jan Boering Marienburg |                    |                |
| 1780 ~ 1793  | Hendrik Baerslag       |                    |                |
| 1780 ~ 1793  | Jan Schutstal          |                    |                |
| 1780 ~ 1793  | Gerrit Boering         |                    |                |
| 1810         | J. van der Haar        |                    |                |
| 1810         | H. Heerspink           |                    |                |
| 1810         | J. Merjenburgh         |                    |                |
| 1810         | H. Veurink             |                    |                |

## burgemeesters van de gemeente Gramsbergen
| Ambtsperiode | Naam burgemeester                                       | Partij of stroming | Bijzonderheden                                               |
| ------------ | ------------------------------------------------------- | ------------------ | ------------------------------------------------------------ |
| 1811 - 1812  | Wolter Cidonius van Coevorden                           |                    | maire                                                        |
| 1812         | Johan Macbeen                                           |                    | maire                                                        |
| 1812         | J. Merjenburg                                           |                    | waarnemend maire                                             |
| 1812 - 1818  | Evert van der Scheer                                    |                    | aanvankelijk maire, later burgemeester                       |
| 1818 - 1852  | Willem Swam                                             |                    |                                                              |
| 1852 - 1854  | Jhr. Mr. Hendrik Pilgrum Marius Cato van Ingen          |                    | werd burgemeester van Steenwijkerwold                        |
| 1854 - 1857  | Alexander Carel Bouwmeester                             |                    | werd burgemeester van Stad en Ambt Ommen                     |
| 1857 - 1859  | Johannes Hendrikus van Barneveld                        |                    | werd burgemeester van Staphorst                              |
| 1859 - 1864  | Albertus François Stroink                               |                    | werd burgemeester van Steenwijkerwold                        |
| 1864 - 1897  | Otto van Riemsdijk                                      |                    | was burgemeester van Nieuweschans                            |
| 1897 - 1939  | Cornelis Johannes van Riemsdijk                         |                    |                                                              |
| 1939 - 1945  | Mr. Samuel Willem Alexander baron van Voerst van Lynden |                    |                                                              |
| 1945 - 1945  | Ate Wijbes de Jager                                     | ARP                | waarnemend                                                   |
| 1945 - 1947  | Francis Hermannus van der Bend                          |                    | waarnemend                                                   |
| 1947 - 1958  | Jacobus Hendrik de Goede                                | ARP                | werd burgemeester van Hardenberg                             |
| 1958 - 1979  | Hendrik van Hout                                        | CHU                |                                                              |
| 1979 - 1983  | Gerrit Willem Floors                                    | CDA                |                                                              |
| 1981 - 1983  | Klaas Bossenbroek                                       | CDA                | waarnemend                                                   |
| 1983 - 1992  | Jan Koob Slomp                                          | CDA                | was burgemeester van Oldekerk                                |
| 1993 - 1996  | Jan (J.L.) Eggens                                       | CDA                | was wethouder van Dalfsen, werd burgemeester van Dantumadeel |
| 1996 - 2001  | Mr. Jos (J.A.M.L.) Houben                               | CDA                | waarnemend, burgemeester van Tubbergen                       |